# 樊澤
樊澤（742年—798年），字安時，本贯南阳樊氏，河中（今山西运城地区）人。
父樊泳，与宰相王缙、太原尹邓景山是同科进士，历任深州饶阳、太原祁县县尉，天宝初年，萧克济兼任黔中采访使，邀他任判官，天宝十一年七月卒于官舍，年四十七。后因第三子樊泽而累贈至兵部尚書。
樊澤生於唐玄宗天寶元年（742年），自小孤貧，客居外祖父家，喜读兵法，相衛節度使薛嵩表奏為磁州司仓参军、堯山縣令。建中元年（780年），赴长安参加考举，举贤良对策，进士及第。杨炎推荐为右补阙，历都官员外郎。因熟读兵书，唐朝廷以其有将帅之材，不久兼御史中丞，充通和蕃使，出使吐蕃，受吐蕃用事宰相尚结赞礼遇，随同凤翔节度使张镒与吐蕃会盟于清水，升迁金部郎中、御史中丞、山南节度行军司马。
建中三年(782年)，淮西节度使李希烈起兵造反，唐德宗逃至奉天，樊泽任山南东道行军司马。兴元元年（784年），代替贾耽为襄州刺史、兼御史大夫、山南东道节度观察等使，率军与李希烈交战，樊澤有武艺，前后擒降李希烈属下大将张嘉瑜、杜文朝、梁悛、李克诚、薛翼等人。贞元二年（786年）三月，李希烈叛军被平定后，樊泽母亲去世丁忧离职守孝，后起复为右卫大将军同正，官复原职。贞元三年（787年），樊泽代替张伯仪为荆南节度观察使、江陵尹、兼御史大夫。三年后加检校礼部尚书，贞元八年（792年），襄州节度使嗣曹王李皋去世，军士内乱，剽劫扰乱地方。唐德宗以樊泽威惠称著于襄、汉间，让他接任襄州刺史、山南东道节度使。貞元十二年，加检校右仆射。貞元十四年（798年）九月己酉（三日）卒於山南東道節度使、檢校尚書右僕射、襄州刺史任上，年五十七。赠司空，谥曰成。有子樊宗师。

## 樊成公遗爱颂
宋欧阳修《集古录》记载樊泽在襄州有善政，百姓为他立碑纪念。由唐中书舍人平章事李绛奉敕撰文，太子少保郑余庆书，襄州刺史、山南東道節度使袁滋篆额，碑立于元和八年（813年）十二月。

## 延伸阅读
[在维基数据编辑]
 《舊唐書·卷122》，出自刘昫《舊唐書》
 《新唐書·卷159》，出自《新唐書》